# All These Things That I've Done
«All These Things That I've Done» (en español: «Todas estas cosas que he hecho») es una canción de la banda estadounidense de rock The Killers, escrita por Brandon Flowers, el vocalista de la banda, y producida por los miembros de la agrupación junto a Jeff Saltzman para su álbum de estudio debut llamado Hot Fuss de 2004. La canción fue lanzada como tercer sencillo comercial del álbum y logró un éxito moderado, aunque en Reino Unido alcanzó la posición 18.

## Información general
"All These Things That I've Done", fue lanzada como tercer sencillo del álbum después del exitosa canción "Mr. Brightside" y antes de "Smile Like You Mean It", la canción tiene influencias de indie y rock adulto, además de presentar un puente de gospel, en cuanto a la letra de ésta se puede mencionar la célebre frase "I got soul but I'm not a soldier" (Tengo alma, pero no soy un soldado) la cual identifica a la canción por su estilo gospel e incluso dicha frase fue cantada por Robbie Williams durante la interpretación de "Let Me Entertain You" durante Live 8 el 2 de julio de 2005. La letra de la canción trata sobre el apoyo que se debe dar a la persona amada cuando ésta lo necesita. La música contiene el estilo típico del álbum, con una guitarra eléctrica fuerte y el sonido del bajo y la batería como fondo, además tiene algunos efectos electrónicos en la voz de Brandon Flowers (vocalista).
La canción "All These Things That I've Done" fue la única que la banda presentó en Live 8 en el 2005.

## Videos musicales
El sencillo tiene dos video musicales, el primero fue publicado en Reino Unido, en este video aparecen todos los miembros de la banda caminando por la calle Brick Lane en Londres, durante su camino se les van sumando gente que se encuentran en su recorrido, el video alterna imágenes de su presentación en London Astoria el 8 de julio de 2004.  La otra versión, que es la que se publicó mundialmente, fue dirigida por el fotógrafo holandés Anton Corbijn y presenta a The Killers vestidos de vaqueros, en una especie de batalla contra una rudas mujeres, al final siendo atacados por ellas quienes les lanzan bumeranes parece que finalmente los ganadores de la batalla son ellos, está filmado en el Neon Museum at the Fremont Street Experience de Las Vegas con un ambiente surrealista en blanco y negro.

## Listas de popularidad
| Listas de popularidad 2004 |                                  |          |
| País                       | Lista                            | Posición |
| Australia                  | ARIA Top 50 Singles Chart        | 42       |
| Estados Unidos             | The Billboard Hot 100            | 74       |
| Estados Unidos             | Billboard Hot Digital Songs      | 49       |
| Estados Unidos             | Billboard Hot Modern Rock Tracks | 10       |
| Estados Unidos             | Billboard Pop 100                | 58       |
| Nueva Zelanda              | Top 40 Singles Chart             | 36       |
| Reino Unido                | UK Singles Chart Top 75          | 18       |

## Formatos
A continuación se enlistan algunos de los formatos publicados más comunes:
- Reino Unido 7" single amarillo:

1. «All These Things That I've Done»
2. «Andy, You're A Star» (Zane Lowe Radio 1 Session)

- Reino Unido CD single:

1. «All These Things That I've Done»
2. «All These Things That I've Done» (Radio Edit)
3. «Why Don't You Find Out For Yourself» (Zane Lowe Radio 1 Session)
4. «All These Things That I've Done» (Video)

- Europa CD Single:

1. «All These Things That I've Done» (Radio Edit)
2. «All These Things That I've Done»

- Australia y Europa Maxi single:

1. «All These Things That I've Done» (Radio Edit)
2. «All These Things That I've Done»
3. «Mr. Brightside» (The Lindbergh Palace Club Remix)
4. «All These Things That I've Done» (Video)

## Miscelánea
- La canción se versionó para el nuevo anuncio publicitario de la campaña Homenaje de Comercial Mexicana en septiembre de 2009 en México.[10]
- La compañía telefónica francesa Bouygues Telecom, utiliza este tema para su merchandising. En especial los versos "I got a soul, but I'm not a soldier".
- La canción se incorporó en los créditos finales de The Matador (2005), así como en las películas Southland Tales (2007) y Expelled: No Intelligence Allowed (2008).
- Fue elegida por la marca Nike para su comercial previo a los Juegos Olímpicos de Pekín 2008.[11]